# Flotando
«Flotando» es una canción de la cantante chilena Francisca Valenzuela, lanzada el 10 de enero de 2020 a través de Sony Music Chile, como el cuarto sencillo de su cuarto álbum de estudio, La fortaleza. «Flotando» fue escrita por Vicente Sanfuentes y Francisca Valenzuela. El 15 de junio de 2020, volvió a lanzar la canción como sencillo, esta vez titulada «Flotando (El viaje de Matisse)» en colaboración con Matisse.

## Video musical
El video musical de «Flotando» fue dirigido por Sebastián Soto Chacón y por la misma Valenzuela. Este cuenta con más de un millón de reproducciones hasta la fecha, 21 de febrero de 2020. Un video detrás de escena fue lanzado el 23 de enero de 2020.

## Créditos
Créditos adaptados de Tidal.
- Francisca Valenzuela - cantante, compositora
- Vicente Sanfuentes - compositor, productor
- Fernando Herrera Bastidas - productor

## Premios y nominaciones
| Año  | Premio         | Categoría       | Resultado | Ref.  |
| ---- | -------------- | --------------- | --------- | ----- |
| 2021 | Premios Pulsar | Canción del Año | Ganadora  | [ 5 ] |

## Posicionamiento en listas
| Lista (2020)                | Máxima posición |
| --------------------------- | --------------- |
| Chile (Chile Singles Chart) | 70              |